# Georg Wilhelm Gruber
Georg Wilhelm Gruber (* 22. September 1729 in Nürnberg; † 22. September 1796 ebenda) war ein deutscher Komponist und Violinist.

## Leben
Georg Wilhelm Gruber erhielt ersten Musikunterricht vom Organisten Cornelius Heinrich Dretzel (1697–1775) und war bereits als siebenjähriger Diskantist in städtischen Diensten. Im „Clavierspiel“ und in Komposition unterwies ihn Johann Siebenkees. Das Violinspiel erlernte er beim Nürnberger Stadtmusiker Joachim Hemmerich. Im 18. Lebensjahr trat er eine Kunstreise nach Frankfurt, Mainz, Leipzig und Dresden an und erlangte durch sein Violinspiel und seine Kompositionen viel Beifall. In der sächsischen Residenz nahm er noch Unterricht in Kontrapunktik, bei Joseph Umstatt. 1750 trat er in das Stadtorchester zu Nürnberg ein und suchte sich bei der Anwesenheit des berühmten Geigers Domenico Ferrari in Nürnberg nach dessen Violinspiel weiterzubilden. Nach dem Tode des Nürnberger Kapellmeisters Johan Agrell erhielt Gruber 1765 dessen Stelle und wurde im selben Jahr auch noch zum „Complimentarius und Stadtrathsschenk“ (welcher die Geschenke der Stadt, im Namen des Rates den Grafen bei ihrer Ankunft in Nürnberg überreichte) ernannt.
Grubers Sohn Johann Siegmund Gruber (1759–1805) war Jurist und der Verfasser musikbibliografischer Schriften, seine „Biografien einiger Tonkünstler“ sind vor allem von lokalem Interesse. Erwähnung als Komponist fand er mit seinen Sammlungen „Kleine Klavierstücke“ und „Sechs Lieder am Pianoforte zu singen“.

## Werk
Grubers Werke erlangten nur selten außerhalb Nürnbergs Bekanntheit. Nur ein kleiner Teil seines umfangreichen kompositorischen Schaffens wurde gedruckt. Die Mehrzahl der handschriftlich überlieferten Werke ist verschollen und lediglich aus schriftlichen Quellen bekannt. Ernst Ludwig Gerber gab in seinem „Historisch-biographisches Lexikon der Tonkünstler“, und ebenfalls in der 20 Jahre später gedruckten Neuausgabe, ein Verzeichnis der gedruckten und im Manuskript erhaltenen Werke Grubers. Christian Friedrich Daniel Schubart beschrieb das Violinspiel Grubers als herrlich, seine Kompositionen als gründlich und feurig, seinen Kirchenstil als erhaben, jedoch überladen mit Verzierungen.
Zu seinen Schaffen zählen fünf Oratorien und Kantaten, 60 deutsche und lateinische Psalmen, Lieder und Arien zu Texten von beliebten Dichtern, 3 Cembalokonzerte, Quartette, Trios, Duos und Soli für Violine und Klavier, Waldhornkonzerte, Sextette für Blasinstrumente, Flötenduette und weitere Einzelwerke.

## Diskografie
- „Concerti per fortepiano“ Ensemble Cristoferi, Solist Arthur Schoonderwoerd (Label: PAN Classics, 2009)